# Месолури
Месолури (грч. Μεσολούρι) је насељено место у општини Гребен у периферији Западна Македонија, Грчка. Према попису из 2021. године било је 24 становника.
Према бугарском географу и историчару, Василу Канчову, у Месолурију је 1900. године живело 267 Грка. Село се раније звало Месолово.